# 透墨索斯恶狐
透墨索斯惡狐（希臘語：ἀλώπηξ Τευμησσία）是希腊神话中永遠不會被捕捉的母狐狸怪物。據說是神（可能是酒神狄俄倪索斯）派來懲罰底比斯人，而棲息在東北部的透墨索斯，頻繁地吞噬孩童。
當時的底比斯國王克瑞翁的姪子，安菲特律翁來向他借軍隊報仇，克瑞翁要求安菲特律翁幫助他捉住惡狐作為條件。安菲特律翁最終向雅典公主Procris （页面存档备份，存于）借來，能抓住任何獵物的神之獵犬拉普耶斯（Λαίλαπος，意思是“颶風”）來捕捉惡狐。
永遠不會被捕捉的狐狸與能抓住任何獵物的獵犬，面對這矛盾的命運衝突，宙斯將它們變成石頭並將兩者放到天上成了大犬座（獵犬）與小犬座（惡狐）。